# Egeria (Gattung)

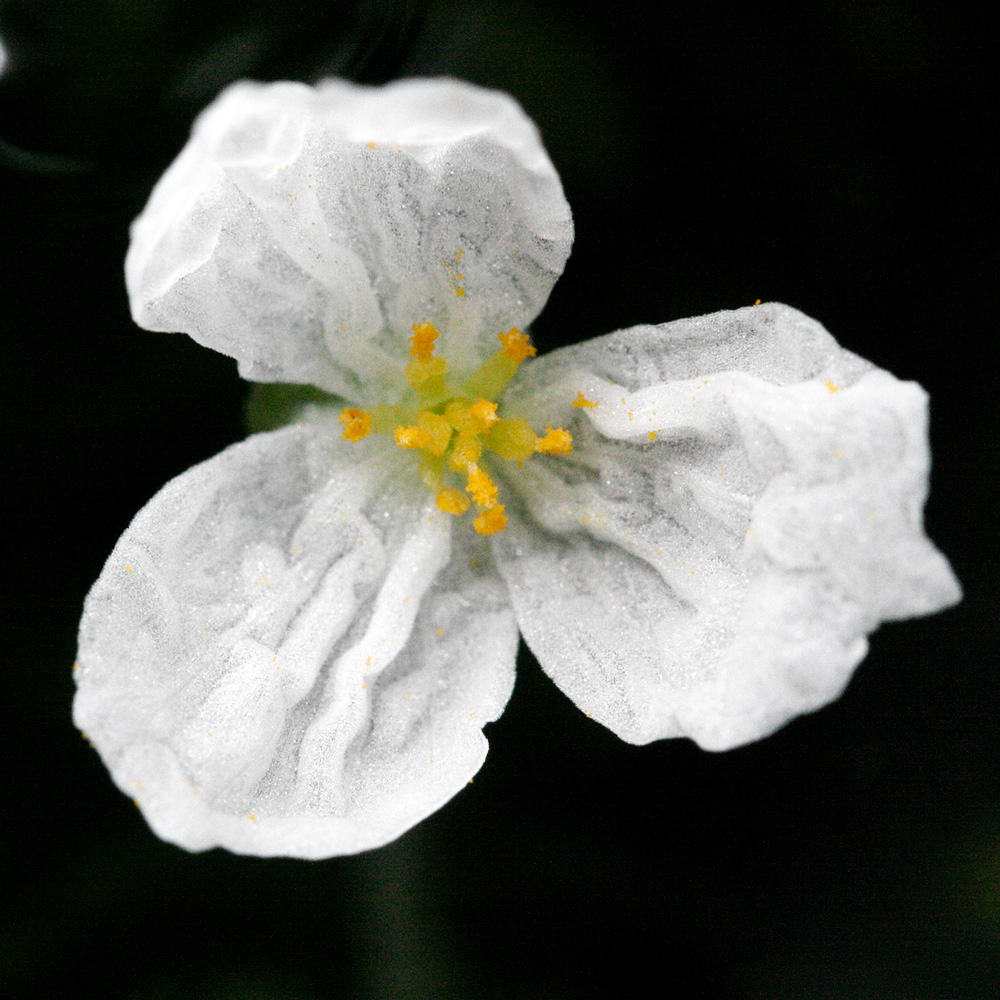
Blüte von Egeria densa

Egeria ist eine aus drei Arten bestehende Pflanzengattung in der Familie der Froschbissgewächse (Hydrocharitaceae).

## Merkmale
Egeria-Arten sind ausdauernde, krautige, im Süßwasser lebende Pflanzen. Rhizome und Ausläufer fehlen. Der Stängel ist aufrecht, verlängert, verzweigt oder unverzweigt und wurzelt im Substrat. Die Blätter sind Tauchblätter und sitzen in Quirlen zu 4 oder mehr angeordnet direkt am Stängel. Die Blattspreiten sind alle von gleicher Farbe, linealisch und haben ein Spitzes Ende. Die Blattbasis steht schräg zum Stängel. Die dem Stängel abgewandte Blattseite weist weder Stacheln noch ein Aerenchym auf. Die Mittelrippe besitzt an ihren Seiten keine Reihe von Vertiefungen.
Die Blütenstände sind einblütig und sitzend. Die Spathas sind nicht geflügelt. Die Pflanzen sind diözisch. Die Blüten sind eingeschlechtlich. Die Kronblätter sind weiß. Bei den männlichen Blüten sind die Staubfäden einzeln und die Staubbeutel linealisch. Bei den weiblichen Blüten sind die Fruchtknoten einkammerig und die 3 Griffel nicht dreispaltig. Die Früchte sind eiförmig, glatt und platzen unregelmäßig auf. Die Samen sind spindelförmig und klebrig.

## Vorkommen
Das natürliche Areal von Egeria umfasst Südamerika mit Bolivien, Brasilien, Argentinien, Paraguay und Uruguay. Darüber hinaus wurde die Gattung in Afrika, Europa, Asien, Australien und Nordamerika eingeführt.

## Arten
Die drei Arten der Gattung Egeria sind:
- Dichtblättrige Wasserpest  (Egeria densa Planch.): Ihre Heimat ist Brasilien, Uruguay und Argentinien, doch ist sie weltweit ein Neophyt[1]
- Egeria heterostemon S.Koehler & C.P.Bove: Die Heimat ist das westlich-zentrale Brasilien[1]
- Egeria najas Planch.: Die Heimat ist Brasilien, Paraguay, Uruguay und Argentinien.[1]